# Frontera entre Camboya y Vietnam
La frontera entre Camboya y Vietnam ha sido frecuentemente el objeto de contiendas territoriales desde el siglo XV, inicio de la decadencia del Imperio jemer, conjugado con la emergencia del Đại Việt como potencia local.
Más que dos países, delimita dos mundos, comúnmente llamados «Asia marrón» representada por la Camboya theravada, y «Asia amarillo» del Vietnam confucionista.

## Historia

### La marcha hacia el sur del Vietnam (hasta en 1859)

El sudeste de Asia hacia 1100 con las áreas de control aproximadas del Đại Việt (Vietnam), del Reino de Champa y del Imperio Jemer.

La configuración actual del Vietnam toma forma a partir del siglo XV como consecuencia del conflicto entre las dinastías de los Trinh y de los Nguyễn, que impone a estos últimos de extender su territorio hacia el Sur (Nam tiến) que desembocó en la anexión del Reino de Champa. A partir de la primera mitad del siglo XVII, la expansión continua se hace en detrimento esta vez del Kampuchéa Krom (más tarde llamado Cochinchina, y correspondiente al sur del Vietnam actual), justo hasta territorio jemer, donde se instalaron desde 1622 los colonos viet.
Dicha progresión, estimulada por una fuerte presión demográfica, se hizo a paso forzoso y, según Nayan Chanda, un investigador y periodista indio, «en el espacio de un siglo, entre 1650 y 1750, toda la cuenca del río Vàm Cỏ y el conjunto del delta del Mekong, comprendía el pueblo de arrozales de Prey Nokor (que resultará más tarde Saigón) fueron anexados por Vietnam».

La progresión vietnamita hacia el sur de 900 a 1760.

La ocupación arrancó de manera suave, por instalación de colonos en zonas no habitadas, después, a medida que las debilidades del Imperio jemer se hicieron más evidentes, la presencia se hizo cada vez menos discreta. Se realizaron varias intervenciones militares,  a menudo a instancias de facciones camboyanas, para regular crisis dinásticas o para luchar contra de las incursiones siamesas, y reforzaron la presencia annamita. En 1691, por ejemplo, en favor de disturbios para la sucesión del rey Ang Nan, se anexaron las provincias de Già Dinh, Prey Nokor, Bà Rịtiene y Đồng Nai. En 1732, son devueltas las provincias de Vĩnh Long y Mỹ Tho. Al finalizar el siglo XVIII, la revuelta de la dinastía Tây Sơn provocó un nuevo flujo de refugiados que huían de la guerra y se instalaron en el delta del Mekong donde se instalaron una vez pasó la crisis. Las cosas evolucionan a partir de 1834 y las medidas de asimilación forzaron al emperador Minh Mạng a deportar la familia real y convirtió a Camboya en la provincia del Oeste, administrada por funcionarios venidos de Hue. Estallaron disturbios y los camboyanos pidieron la ayuda de Siam para quitarse la tutela annamita. Pero las tropas de Bangkok se comportaron como un país conquistador y la corte de Oudong recurrió a Annam para el rescate. La situación acabó en diciembre de 1845 en un acuerdo por el cual los siameses y los annamitas convinieron administrar conjuntamente Camboya. Tal acuerdo no podía favorecer la persecución de la colonización del sur del actual Vietnam.
Aunque por este tratado el rey Ang Duong había tenido que aceptar la cesión del delta del Mekong, a la llegada de los franceses en 1859, los territorios no estaban  claramente delimitados; al norte, estaban separados por zonas pobladas de minorías étnicas algunas de las cuales pagaban tributo al emperador de Annam y otras al rey de Camboya, todo cohabitando en las mismas regiones; al sur, ambas comunidades compartían allí también el mismo territorio, donde las zonas de asentamientos vietnamitas que reconocían la autoridad de Hue alternaban con aquellas dónde residían los jemeres que continuaban pagando tributo al soberano de Udong. Sin embargo, al norte ambos hábitats estaban aislados mutuamente y las relaciones entre jemeres y vietnamitas parecen haber sido escasas. Decidiendo fijar límites claramente definidos entre ambos territorios, los franceses avalaron las anexiones operadas los siglos precedentes, pero que a pesar del tratado de 1845 –firmado bajo la restricción– los camboyanos no habían reconocido nunca y tampoco en el futuro.

### La Indochina francesa (1859-1954)

Mapa de la Indochina francesa.

El establecimiento de la Indochina francesa, además de la modificación de los estatus jurídicos de las entidades territoriales realiz{o una parada relativa parada a la expansión annamita, aunque a sus comienzos la administración colonial procedió a varias disposiciones, la mayoría en detrimento del reino jemer. Al sur, la frontera aproximadamente definida hacia 1870 fue afinada al hilo de los años, pero allí también generalmente en desaprobación de Camboya. Esto fue primeramente un territorio situado entre Prey Veng y Tây Ninh, casi exclusivamente poblado de jemers que antes estuvo ligado a la Cochinchina, en 1893, y los cantones de Lộc Ninh y Phước Lê devueltas a las autoridades de Hanói, deseosos de extender las plantaciones de la colonia. Más al norte, cuando Siam se vio obligado en 1904 a restituir la provincia de Stung Treng, su parte oriental estaba ligada a Annam y resultó en la provincia de Đắk Lắk. El 21 de diciembre de 1911, es en cambio una pequeña zona charai al este de Lumphat que fue incorporado a Camboya. La frontera no fue fijada definitivamente hasta 1914 y no hacía más que confirmar las anexiones sucesivas operadas por la administración colonial, aunque la excepción a la regla fue el distrito de Cai Cay, en la actual provincia de Svay Rieng, que retrocedió a Camboya. Después del decreto de 1914, el irredentismo jemer fue puesto en durmiente hasta la Segunda Guerra Mundial y parece que los disturbios anticolonialistas que sacudieron el Camboya se concentraron en las cuestiones fiscales y no abordarán  aquellas de las fronteras.
A principios de los años 1940, con la caída de Francia, las expectativas camboyanas resurgieron. Es primeramente Norodom Sihanouk que benefició la ocupación de las fuerzas japonesas del 9 de marzo de 1945 para pedir a las autoridades niponas de rediscutir la cuestión de las fronteras, pero la petición quedó muerta. Poco después, cuando los franceses volvieron y quisieron hacer valer sus posesiones indochinas como Estados asociados –con poderes limitados– al seno de la Unión Francesa que acababan de crear, Camboya reafirmó sus pretensiones. Mientras parecía más que probable que la Cochinchina iba a ser atribuida al Vietnam, Sihanouk, aconsejado por Sơn Ngọc Thành, el antiguo primer ministro del gobierno puesto por los japoneses y originario del delta del Mekong, afirmó que si Camboya había cedido este territorio a Francia a cambio de su amparo, el acuerdo no implicaba a Annam y su sucesor vietnamita. Los franceses respondían que la Cochinchina no les había sido cedida por los soberanos de Udong sino en 1862 y 1874 por el emperador de Annam y que Camboya no había formulado ninguna reserva sobre fronteras durante el tratado de protectorat de 1863.
El reino jemer de su lado no podía apoyarse que sobre una carta de Ang Duong al emperador Napoleón III de 1856 en la cual el premier nombrado denunciaba la anexión de ciertas provincias, y por una promesa de retrocesión que el almirante de La Grandière, entonces gobernador de la Cochinchina, habría hecho en 1864 al rey Norodom. A pesar de estas protestas, el territorio fue atado al nuevo Estado de Vietnam por una ley del 4 de junio de 1949. Marie Alexandrine Martin remarcó al respecto que la demanda camboyana sucedió mientras Francia había decidido crear un Estado fuerte dirigido por Bảo Đại y destinado a contrebalancer la influencia comunista en el norte. Tal Estado, se habría de componer con Tonkín y el norte del protectorado de Annam, y debía incluir la Cochinchina, una región que Hô Chi Minh reclamaba en vano desde hace mucho tiempo. Una cláusula de la ley de 1949 (el artículo 3) preveía que la fijación sería nula si el estatus del territorio (Estado asociado al seno de la Unión Francesa) cambiaba, pero nada permitía afirmar que se trataba de un apresamiento en cuenta de las reservas camboyanas o de una manera de resguardarse contra las transacciones vietnamitas que pretendían apartar Bảo Đại y a ofrecer la Cochinchina a Hô Chi Minh.

### Las independencias y la segunda guerra de Indochina (1954-1975)

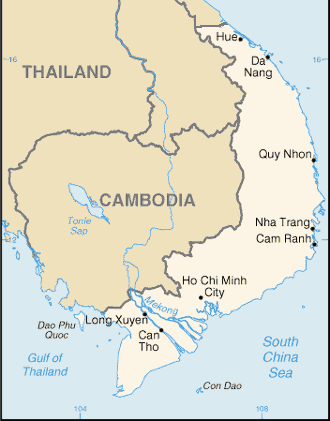
La República del Vietnam salida de los Acuerdos de Ginebra, en 1954.

La cuestión es formulada nuevamente durante los acuerdos de Ginebra, en 1954, pero no encontrará  más eco cerca de los demás intervinientes preocupados de no  dejar los tratos continúos para siempre. Poco después, los incidentes se desarrollaron sobre el conjunto del trazado, primeramente el hecho de opositores a la dieta de Diệm que se refugiaban en Camboya donde eran perseguidos por las tropas survietnamitas. El asunto fue llevado ante la Comisión Internacional de Control instituida en Ginebra para velar al respeto de los acuerdos, pero esta no pudo constatar el problema. En el mismo tiempo, Sihanouk se devuelve el 3 de agosto de 1959 a Saigón donde propuso renunciar a los derechos de Camboya sobre el delta del Mekong a cambio de un reconocimiento de la frontera, pero las exigencias de Ngô Đình Diệm hicieron colapsar las negociaciones.
Las posiciones camboyanas fueron marcadas entonces por una cierta ambigüedad. Así, el reino firmó la declaración final de la conferencia de los países no alineados del Cairo, a comienzos de octubre de 1964, por la cual se comprometió sobre todo a respetar las fronteras tal como existían cuando estos estados obtuvieron la independencia, el representante camboyano añadió: «por desfavorables que sean para nosotros estas fronteras, nosotros las aceptamos». Pero desde enero de 1965, en una carta al embajador de Francia en Nom Pen, el ministro cambodyano para los asuntos exteriores volvió a la tesis irredentistas de Sarin Chhak y anunció que «el Real Gobierno de Camboya quisiera recordar su derecho de propiedad sobre la baja Cochinchina ... cuyo estado de propiedad de Camboya permanece invariable».
Sobre el terreno, la situación estaba envenenada desde comienzos de los años 1960, cuando el Frente Nacional de Liberación de Vietnam (FNL), recién creado, multiplicó las bases de repliegue en la jungla camboyana, bases que serían atacadas regularmente por el ejército de Saigón; ambos protagonistas nunca se ocuparon de las protestas del gobierno jemer. Uno de los episodios más dramáticos fue el ataque con napalm del 19 de marzo de 1964 al pueblo camboyano de Chantrea por la aviación survietnamita. El mismo año, la ruptura de las relaciones entre Nom Pen y Washington no hizo más que empeorar el problema. A cambio de un reconocimiento de las fronteras por Hanói y Pekín –que no tienen ningún límite común con Camboya– y algunas ventajas diversas, Sihanouk aceptó dejar transitar por su territorio la ayuda a las maquis survietnamitas –de hecho el transporte era ya efectivo desde hace cierto tiempo. Pero encubrirlo no hizo más que incrementar los problemas y el príncipe no pudo constatar con impotencia como las zonas fronterizas escapaban irremediablemente a su control. Finalmente, allí también contra reconocimiento de las fronteras, las relaciones con los Estados Unidos fueron restablecidas el 11 de junio de 1969. Menos de un año más tarde, la crisis evolucionó. El 11 de marzo de 1970, los motines anti-vietnamitas en Nom Pen desembocaron en el saqueo de las embajadas de la República de Vietnam del Sur -procomunista- y de la República Democrática de Vietnam. Norodom Sihanouk, entonces en Francia, decidió regresar pasando por la URSS y China, posiblemente para pedir a estos dos países que hicieran presión sobre su aliado del Việt Minh para que este aligera su presencia en el reino jemer. Mientras regresaba, fue depuesto por el Primer ministro Lon Nol dando tres días a las tropas de FNL y Vietnam del Norte para abandonar el territorio. Lejos de cumplir, las unidades del Viet Minh permanecieron y registraron el refuerzo del peso del recientemente depuesto gobernante que desde Pekín llegó a un acuerdo con los partidarios de los Jemeres rojos que el día anterior eran sus enemigos jurados. La guerra civil camboyana, hasta entonces circunscrita a las zonas fronterizas y a algunas porciones de jungla aislada se propagó a todo el país y la frontera resultó una línea de frente. Si al principio el nuevo gobierno de Nom Pen siguió una política decididamente xenófoba que resultó en pogromos reales contra la población de origen vietnamita, tuvo que detenerla rápidamente, la ayuda militar estadounidense necesaria para su supervivencia se constituye para una parte significativa de las tropas de Saigón. Las unidades de los Jemeres Rojos, por su parte, no fueron superadas y, a partir de 1972, los enfrentamientos entre los guerrilleros camboyanos y sus aliados vietnamitas aumentaron, lo que los lleva a estar confinados cerca de la frontera. Cuando, en 1975, los comunistas toman el poder en Nom Pen y Saigón, es poco probable que los vietnamitas escuchen los reclamos de Camboya sobre Cochinchina, para quienes el territorio aparece como un objetivo de guerra difícil de conseguir.

### La tercera guerra de Indochina (1975-1989)
La nueva dieta jemer roja, una vez al poder, prosiguió su política ultranacionalista. Las incursiones camboyanas en las zonas disputadas se hicieron cada vez más frecuentes y provocaron masacres de poblaciones civiles de una indicible horror. Estos ataques provocaron desorden entre los vietnamitas, donde a pesar de testimonios que llegaron desde 1972, la propaganda está luchando para justificar una lucha fratricida entre dos países comunistas. Los líderes de Hanói prefieren culpar a los líderes locales descontrolados.

### Periodo reciente (desde 1990)

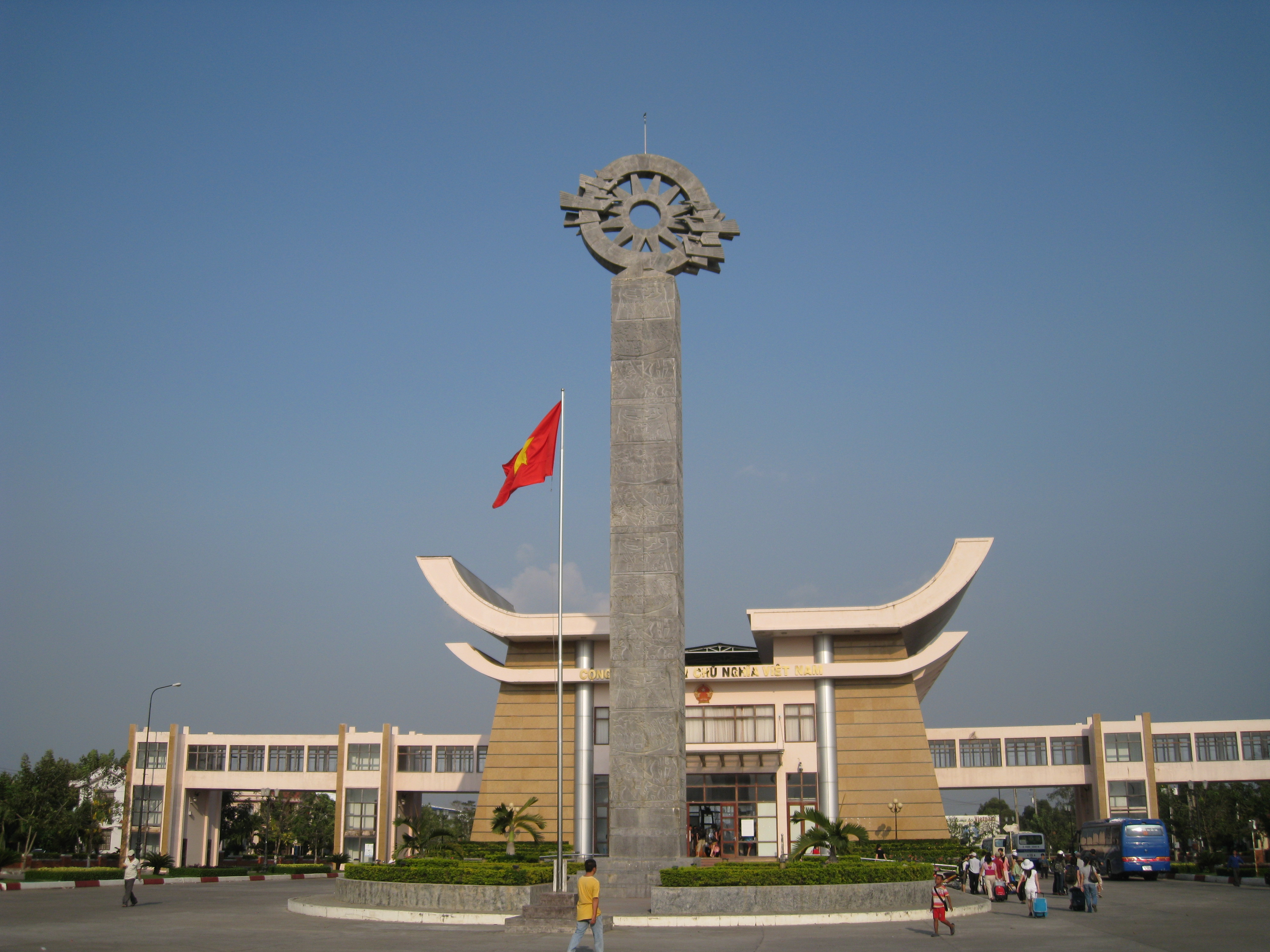
Plaza vietnamita de Mộc Bài, punto de pasaje sobre la carretera que conecta Hô-Chi-Minh-Ciudad en Phnom Penh.

Después de las elecciones de 1993 y la puesta en marcha de un gobierno bicéfalo, la situación se fige. Los partidarios de Norodom Ranariddh, Primer ministro militaba por la firmeza mientras que aquellos de Hun Sen, primer ministro y dirigente de la difunta República Popular del Kampuchea, preferían optar por la conciliación con sus antiguos mentores vietnamitas. Las reuniones entre líderes fueron raras y solo resultaron en declaraciones de buenas intenciones que no son seguidas por ningún efecto. Sobre el terreno, los incidentes se están multiplicando, especialmente en la provincia de Svay Rieng, y son explotados por la oposición nacionalista que reprocha a los miembros del Partido Popular de Camboya de Hun Sen para defender poco la integridad territorial, mucho menos. sensible en la mayoría de los jemeres.
Jean-Claude Pomonti, corresponsal del periódico Le Monde, en un artículo del 19 de febrero de 1994, destacó el temor de muchos observadores en caso de que continúe la inestabilidad del gobierno en Camboya, a saber, que "la licitación nacionalista resurgió allí, esto que la comunidad vietnamita podría pagar ... Ya en 1993, el Jemer Rojo había lanzado una campaña anti-vietnamita que había causado decenas de víctimas y había provocado el éxodo de los pescadores vietnamitas Tonle Sap. Sólo Sihanouk había intervenido públicamente para calmar el juego".

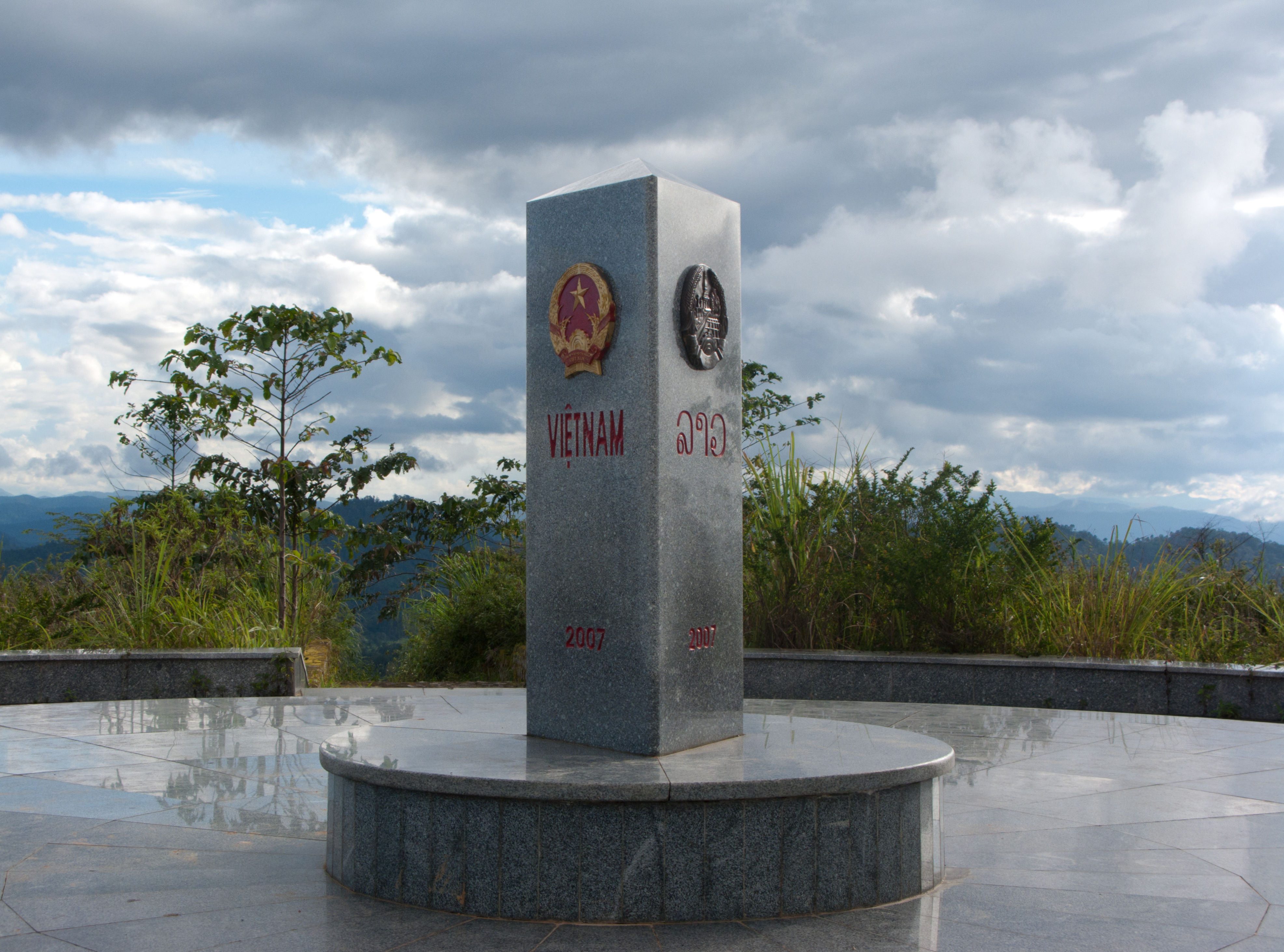
El hito que, al norte de la frontera, separa las provincias camboyanas de Rotanak Kirí, laosiana de Attapeu y vietnamita de Kon Tum.

Los trámites retomaron a principios de los años 2000, y, el 10 de octubre de 2005, Vietnam y Camboya firmaron un nuevo acuerdo que completó el tratado de delimitación de la frontera de diciembre de 1985 que los jemeres juzgaban inaceptables. Pero la oposición por el sesgo de una de entidad campaña mediática, protesta contra este nuevo arreglo. Norodom Sihanouk mismo mostró su desaprobación dimitiendo desde agosto de la mismo año de su plaza de presidente del Consejo nacional superior a cargo de las fronteras.
Vietnam ha emitido varias reservas sobre tierras que según el tratado estaba consideradas como cambodgiennes, lo que estuvo asimilado a tentativas de empiètements. Si se fiaban de un viejo decreto de un administrador colonial francés, Camboya tenía que devolver dos pueblos a Vietnam a cambio de dos demás, Thlok Trach y Anlung Chey, ya atados al distrito de Ponhea Kraek en la provincia de Kompung Cham y que, según el tratado de 1985 estaban considerados como camboyanos. No se permitió saber qué pueblos Camboya debería devolver.
La cuestión se regulará, pero una noticia asunto estará llevada sobre el delantero de la escena mediática cuando, el 25 de octubre de 2009, Sam Rainsy, el principal que opone al gobierno de Phnom Penh, déterre un hito frontera provisional en la provincia de Svay Rieng con el fin de protestar contra la ausencia de apresamiento en cuenta de las quejas que había précédemment formulados que implican de los empiétements vietnamitas del territorio cambodgien. Este acto valdrá un exilio además de tres años y diversas condenas por contumace pronunciadas por tribunales camboyanos.
En 2011, con el fin de poner un término a las controversias, el ejecutivo camboyano decidió de apresurar el proceso de delimitación y de demarcado de la frontera. El 12 de junio de 2012, fue organizada una ceremonia solemne en la conjunción entre las provincias de Kompot y Kiên Giang, durante la cual Nguyễn Tấn Dũng y Hun Sen, primeros ministros vietnamitas y camboyanos, desvelaban el hito 314 que clausuraba el trabajo de delimitación.